# Marcelo Grioni
Marcelo Fabián „Pitufo” Grioni (ur. 27 lipca 1965 w Córdobie) – argentyński piłkarz występujący na pozycji pomocnika, trener piłkarski.